# ماونتین پارک (کارولینای شمالی)
ماونتین پارک (به انگلیسی: Mountain Park) یک منطقهٔ مسکونی در ایالات متحده آمریکا است که در شهرستان سری، کارولینای شمالی واقع شده‌است. ماونتین پارک ۱۸۷٫۱۵ متر بالاتر از سطح دریا واقع شده‌است.